# Йозеф Шутара
Йозеф Шутара (чеськ. Josef Šutara, нар. 18 жовтня 1943) — чеський міколог.

## Біографія
Народився 18 жовтня 1943 року у місті Тепліце. Мікологію вивчав самостійно. Займався, в основному, дослідженням анатомії та систематикою болетальних грибів (родини Boletaceae, Suillaceae, Gyroporaceae, Paxillaceae та Tapinellaceae).